# Бурганкент
Бурганкент (таб. Бургьан гъул, Цӏийи гъул) — село в Табасаранском районе Дагестана. Административный центр сельского поселения «Сельсовет Бурганкентский».

## География
Селение расположено в 23 км к юго-востоку от районного центра села Хучни.

## История
С 1931 по 1935 года являлось административный центр Табасаранского района.

## Население
| 1895 | 1926 | 1939 | 1970 | 1989 | 2002 | 2010 |
| ---- | ---- | ---- | ---- | ---- | ---- | ---- |
| 105  | ↗146 | ↗289 | ↗599 | ↗626 | ↗703 | ↗704 |
| 2021 |      |      |      |      |      |      |
| ↘531 |      |      |      |      |      |      |

## Инфраструктура

### Здравоохранение
- Фельдшерский пункт.[9]